# Turniej o Srebrny Kask 1973
Turniej o Srebrny Kask 1973 – rozegrany w sezonie 1973 turniej żużlowy z cyklu rozgrywek o „Srebrny Kask”. 
Rozegrano 2 rundy: eliminacyjną (z podziałem na 2 grupy) i finałową. Do rundy finałowej awansowało 8 najlepszych zawodników z danych grup. Runda eliminacyjna składa się z 4 turniejów. Grupę I wygrał Ryszard Fabiszewski z 39 pkt., grupę II – Marian Wardzała z 42 pkt. 
Rundę finałową wygrał Zbigniew Filipiak, drugi był Bogusław Nowak, a Piotr Pyszny stanął na najniższym stopniu.

## Wyniki finałów
Poniżej zestawienie czołowej piątki każdego z rozegranych 8 turniejów finałowych.

### I turniej
- 14 czerwca 1973, Łódź

| Msc. | Zawodnik            | Klub                  | Pkt |  |  |
| ---- | ------------------- | --------------------- | --- |  |  |
| 1    | Zbigniew Filipiak   | Falubaz Zielona Góra  | 14  |  |  |
| 2    | Bogusław Nowak      | Stal Gorzów Wlkp.     | 14  |  |  |
| 3    | Jerzy Bożyk         | Włókniarz Częstochowa | 11  |  |  |
| 4    | Ryszard Fabiszewski | Stal Gorzów Wlkp.     | 11  |  |  |
| 5    | Piotr Pyszny        | ROW Rybnik            | 11  |  |  |

### II turniej
- 26 lipca 1973, Tarnów

| Msc. | Zawodnik            | Klub                  | Pkt |  |  |
| ---- | ------------------- | --------------------- | --- |  |  |
| 1    | Andrzej Jurczyński  | Włókniarz Częstochowa | 15  |  |  |
| 2    | Ryszard Fabiszewski | Stal Gorzów Wlkp.     | 13  |  |  |
| 3    | Zbigniew Studziński | Motor Lublin          | 11  |  |  |
| 4    | Piotr Pyszny        | ROW Rybnik            | 11  |  |  |
| 5    | Zbigniew Filipiak   | Falubaz Zielona Góra  | 10  |  |  |

### III turniej
- 2 sierpnia 1973, Zielona Góra

| Msc. | Zawodnik           | Klub                  | Pkt |  |  |
| ---- | ------------------ | --------------------- | --- |  |  |
| 1    | Zbigniew Filipiak  | Falubaz Zielona Góra  | 15  |  |  |
| 2    | Piotr Pyszny       | ROW Rybnik            | 14  |  |  |
| 3    | Andrzej Jurczyński | Włókniarz Częstochowa | 13  |  |  |
| 4    | Bogusław Nowak     | Stal Gorzów Wlkp.     | 12  |  |  |
| 5    | Mieczysław Woźniak | Stal Gorzów Wlkp.     | 11  |  |  |

### IV turniej
- 9 sierpnia 1973, Gniezno

| Msc. | Zawodnik            | Klub                  | Pkt |  |  |
| ---- | ------------------- | --------------------- | --- |  |  |
| 1    | Andrzej Jurczyński  | Włókniarz Częstochowa | 15  |  |  |
| 2    | Bogusław Nowak      | Stal Gorzów Wlkp.     | 14  |  |  |
| 3    | Jerzy Bożyk         | Włókniarz Częstochowa | 10  |  |  |
| 4    | Piotr Pyszny        | ROW Rybnik            | 10  |  |  |
| 5    | Czesław Goszczyński | Włókniarz Częstochowa | 10  |  |  |

### V turniej
- 16 sierpnia 1973, Lublin

| Msc. | Zawodnik            | Klub                 | Pkt |  |  |
| ---- | ------------------- | -------------------- | --- |  |  |
| 1    | Piotr Pyszny        | ROW Rybnik           | 15  |  |  |
| 2    | Bogusław Nowak      | Stal Gorzów Wlkp.    | 14  |  |  |
| 3    | Zbigniew Studziński | Motor Lublin         | 13  |  |  |
| 4    | Jacek Goerlitz      | Śląsk Świętochłowice | 11  |  |  |
| 5    | Mieczysław Woźniak  | Stal Gorzów Wlkp.    | 10  |  |  |

### VI turniej
- 30 sierpnia 1973, Częstochowa

| Msc. | Zawodnik            | Klub                  | Pkt |  |  |
| ---- | ------------------- | --------------------- | --- |  |  |
| 1    | Jerzy Bożyk         | Włókniarz Częstochowa | 15  |  |  |
| 2    | Czesław Goszczyński | Włókniarz Częstochowa | 14  |  |  |
| 3    | Jacek Goerlitz      | Śląsk Świętochłowice  | 12  |  |  |
| 4    | Zbigniew Filipiak   | Falubaz Zielona Góra  | 11  |  |  |
| 5    | Bogusław Nowak      | Stal Gorzów Wlkp.     | 9   |  |  |

### VII turniej
- 13 września 1973, Rzeszów

| Msc. | Zawodnik            | Klub                 | Pkt |  |  |
| ---- | ------------------- | -------------------- | --- |  |  |
| 1    | Piotr Pyszny        | ROW Rybnik           | 14  |  |  |
| 2    | Zbigniew Filipiak   | Falubaz Zielona Góra | 14  |  |  |
| 3    | Mieczysław Woźniak  | Stal Gorzów Wlkp.    | 12  |  |  |
| 4    | Jacek Goerlitz      | Śląsk Świętochłowice | 11  |  |  |
| 5    | Zbigniew Studziński | Motor Lublin         | 11  |  |  |

### VIII turniej
- 20 września 1973, Wrocław

| Msc. | Zawodnik            | Klub                  | Pkt |  |  |
| ---- | ------------------- | --------------------- | --- |  |  |
| 1    | Zbigniew Filipiak   | Falubaz Zielona Góra  | 14  |  |  |
| 2    | Jerzy Bożyk         | Włókniarz Częstochowa | 13  |  |  |
| 3    | Bogusław Nowak      | Stal Gorzów Wlkp.     | 13  |  |  |
| 4    | Mieczysław Woźniak  | Stal Gorzów Wlkp.     | 11  |  |  |
| 5    | Ryszard Fabiszewski | Stal Gorzów Wlkp.     | 9   |  |  |

## Klasyfikacja końcowa
Uwaga!: Odliczono dwa najgorsze wyniki. Poniżej zestawienie czołowej dziesiątki klasyfikacji końcowej.
| Poz | Zawodnik            | Klub                  | ŁÓD | TAR | ZIE | GNI | LUB | CZE | RZE | WRO | Punkty |
| --- | ------------------- | --------------------- | --- | --- | --- | --- | --- | --- | --- | --- | ------ |
| 1   | Zbigniew Filipiak   | Falubaz Zielona Góra  | 14  | 10  | 15  | 2   | 9   | 11  | 14  | 14  | 78     |
| 2   | Bogusław Nowak      | Stal Gorzów Wlkp.     | 14  | 10  | 12  | 14  | 14  | 9   | 8   | 13  | 77     |
| 3   | Piotr Pyszny        | ROW Rybnik            | 11  | 11  | 14  | 10  | 15  | 9   | 14  | 9   | 75     |
| 4   | Jerzy Bożyk         | Włókniarz Częstochowa | 11  | 8   | 9   | 10  | –   | 15  | –   | 13  | 66     |
| 5   | Mieczysław Woźniak  | Stal Gorzów Wlkp.     | 9   | 7   | 11  | 9   | 10  | 7   | 12  | 11  | 62     |
| 6   | Zbigniew Studziński | Motor Lublin          | 6   | 11  | 5   | 9   | 13  | –   | 11  | –   | 55     |
| 7   | Jacek Goerlitz      | Śląsk Świętochłowice  | 8   | 4   | 7   | –   | 11  | 12  | 11  | 6   | 55     |
| 8   | Czesław Goszczyński | Włókniarz Częstochowa | 7   | 7   | 5   | 10  | –   | 14  | –   | 6   | 49     |
| 9   | Franciszek Stach    | Kolejarz Opole        | 8   | 9   | 7   | –   | –   | 5   | 8   | 9   | 46     |
| 10  | Kazimierz Bury      | Śląsk Świętochłowice  | 6   | 3   | 7   | –   | 8   | 7   | 7   | –   | 38     |

| Kolor   | Wynik      |
| ------- | ---------- |
| Złoty   | Zwycięzca  |
| Srebrny | 2. miejsce |
| Brązowy | 3. miejsce |